# Geraldine Somerville
Geraldine Margaret Agnew-Somerville (* 19. května 1967, hrabství Meath, Irsko) je britská herečka. Její nejznámější role jsou seržantka Jane Penhaligon v seriálu Bedna a Lily Potterová ve filmové sérii Harry Potter.

## Kariéra
Navštěvovala School of Music and Drama v Londýně. Hrála v divadle a objevovala se v televizi v seriálech Hercule Poirot a Casualty (1993). Poté vzala roli v seriálu Bedna, kde hrála od roku 1993 až 1995 a stala se jednou z hlavních postav seriálu.
Hrála Lady Stockbridge v Gosford Park a matku Harryho Pottera v filmové sérii Harry Potter. V květnu 2007 si zahrála spisovatelku Daphne du Maurier v dramatu BBC, Daphne.

## Osobní život
V prosinci 1995 si vzala Williama Osbourna-Younga. Mají spolu tři děti; její nejstarší syn Casper se narodil v květnu 2002, její mladší syn Arthur se narodil v roce 2004 a její nejmladší dcera Rose v roce 2007.

## Filmografie
| Rok  | Název                                  | Role                           | Poznámky |
| ---- | -------------------------------------- | ------------------------------ | --- |
| 1990 | Casualty                               | Ruth                           | TV seriál (Epizoda: „All's Fair“) |
| 1991 | The Black Velvet Gown                  | Biddy Millican                 | TV film |
| 1991 | Zavři mi oči                           | Natalie's Boss                 | |
| 1993 | Hercule Poirot                         | Pauline Wetherby               | TV seriál (Epizoda: „The Yellow Iris“) |
| 1993 | Poldové                                |                                | TV seriál (Epizoda: „Playing Away“) |
| 1993 | Bedna                                  | DS Jane 'Panhandle' Penhaligon | TV seriál (23 epizod: 1995–1997) Nominována — Cena BAFTA TV v kategorii nejlepší herečka |
| 1994 | Romeo & Juliet                         | Juliet                         | TV film |
| 1994 | Obchodní záležitost                    | Saleswoman                     | |
| 1994 | Performance                            | Ann Welch/Miss Julie           | TV seriál (2 epizody: 1994–1995) |
| 1996 | True Blue                              | Ruth McDonald                  | |
| 1998 | Nebe na zemi (film)                    | Deborah Bennett                | TV film |
| 1998 | Jilting Joe                            | Olivia                         | |
| 1998 | The Canterbury Tales                   | Dorigen/Pertelote              | TV seriál (Epizoda: „Leaving London“) |
| 1999 | Aristocrats                            | Lady Emily Lennox              | TV seriál (5 epizod) |
| 1999 | Loupež za bílého dne                   | Val McArdle                    | TV minisérie |
| 2001 | Harry Potter a Kámen mudrců            | Lily Potterová                 | |
| 2001 | Gosford Park                           | Louisa, Lady Stockbridge       | Critics Choice Award v kategorii nejlepší obsazení Florida Film Critics Circle Award v kategorii nejlepší obsazení Online Film Critics Society Award v kategorii nejlepší obsazení Screen Actors Guild Award v kategorii nejlepší obsazení |
| 2002 | Krůček k vraždě                        | Angela Coates                  | TV seriál (Epizoda: „Disposal“) |
| 2002 | Re-inventing Eddie                     | Jeanie Harris                  | |
| 2002 | Bezpečný dům                           | Dr. Sam Graham                 | TV film |
| 2002 | Harry Potter a Tajemná komnata         | Lily Potterová                 | neuvedena v titulkách |
| 2004 | Harry Potter a vězeň z Azkabanu        | Lily Potterová                 | |
| 2005 | Jericho                                | Fiona Hewitt                   | TV seriál (Epizoda: „To Murder and Create“) |
| 2005 | Harry Potter a Ohnivý pohár            | Lily Potterová                 | |
| 2006 | Rok '66                                | Alice Barrie                   | |
| 2007 | Daphne                                 | Daphne du Maurier              | TV film |
| 2007 | Případy inspektora Lynleyho: Prázdnota | DS Michelle Tate               | TV seriál (Epizoda: „Limbo“) |
| 2007 | Harry Potter a Fénixův řád             | Lily Potterová                 | |
| 2008 | The Children                           | Sue                            | TV seriál (2 epizody) |
| 2009 | Harry Potter a Princ dvojí krve        | Lily Potterová                 | |
| 2010 | Survivors                              | Fiona Douglas                  | TV seriál (3 epizody) |
| 2010 | Harry Potter a Relikvie smrti – část 1 | Lily Potterová                 | |
| 2011 | Harry Potter a Relikvie smrti – část 2 | Lily Potterová                 | |
| 2011 | Můj týden s Marylin                    | Lady Jane Clark                | |
| 2012 | Titanic                                | Louisa, Countess of Manton     | TV seriál (4 epizody) |